# Varanus macraei
Varanus macraei (лат.) — вид ящериц семейства варанов.
Видовое название дано в честь герпетолога Дункана Р. Макрея (англ. Duncan R. MacRae), основателя парка рептилий «Римба» на Бали.
Эндемик острова Батанта (Индонезия), площадь которого составляет всего 450 км².
Окраска тела чёрного цвета с синими пятнами, которые могут быть сгруппированы для формирования полос вдоль спины. Конец морды светло-голубой, а нижняя челюсть белая. Нижняя часть ног светло-бирюзовая. Язык бледно-розовый. Хвост вдвое длиннее остального тела. Может достигать общей длины 100 см, 35 из которых — голова и туловище.
Хороший древолаз, имеет цепкий хвост. Живёт в тропических лесах. Вид ведёт дневной, древесный образ жизни, избегает хищников бегством на дерево. Вероятно, питается насекомыми, мелкими ящерицами, мелкими яйцами и редко ягодами. В кладке в неволе было 3 яйца размером 43×21 мм и весом 9 г. При температуре 28—30 °C через 159 дней вылупляются детёныши.
Вид был обнаружен в партии привезённых из Индонезии в Германию живых варанов. Голотип взрослой самки находится в Зоологическом исследовательском институте и музее Александра Кёнига в Бонне. В июле 2008 года Кёльнскому зоопарку (второй случай после Пльзеньского зоопарка) удалось получить потомство редких животных.